# Favian Loyola
Favian Antonio Loyola (Base del Cuerpo de Marines Camp Lejeune, Estados Unidos, 18 de mayo de 2005) es un futbolista estadounidense-chileno que juega en la posición de mediocampista. Actualmente milita en Orlando City de la Major League Soccer de Estados Unidos.

## Trayectoria

### Divisiones inferiores
Nacido en la Base del Cuerpo de Marines Camp Lejeune en Carolina del Norte, tuvo dos pruebas en Universidad Católica de Chile, para luego trasladarse a Florida en donde se unió a la academia del Orlando City.En 2021, formó parte del equipo de la academia sub-17 entrenado por Javi Carrillo que ganó el título Nacional MLS Next de la categoría.Continuó por la academia durante el comienzo de 2022, hasta que fue promovido a la filia profesional Orlando City B con vistas a la primera temporada de la MLS Next Pro. Debutó profesionalmente el 19 de junio de 2022, ingresando como substituto a los 69 minutos en una derrota 1:6 ante Columbus Crew 2. Anotó sus primeros goles el 17 de julio, un doblete en la victoria 4:3 ante Chicago Fire FC II. En total, marcó 6 goles en 11 partidos durante la temporada 2022.Además, fue nombrado MVP en el MLS Next All-Star Game de 2022.

### Orlando City
El 2 de diciembre de 2022, firmó un contrato por 3 años de Jugador de Cantera con el Orlando City con vistas a la temporada 2023.El 1 de julio de 2023, debutó con el equipo cuando ingresó como substituto por Facundo Torres en una victoria 3:1 ante Chicago Fire.

## Selección nacional
En abril de 2022, fue convocado por la sub-19 de Estados Unidos para un campamento de entrenamiento, por el entrenador Marko Mitrović.En junio de 2022, fue parte del equipo sub-19 que viajó a España, para amistosos ante Inglaterra y Noruega.En septiembre de 2022, fue nuevamente convocado para la Slovenia Nations Cup para enfrentar a Malta, Croacia y Escocia.Fue titular la victoria 2:1 ante Croacia que significó el título para el equipo americano.
En junio de 2024, cambio su elegibilidad internacional, tras aceptar un llamado de la Selección sub-20 de Chile. En junio de 2022, fue convocado para dos amistosos ante su similar de Australia, marcando un gol en su debut en el empate 2:2 el 8 de junio.

## Estadísticas

### Clubes
Actualizado al último partido disputado el 20 de octubre de 2024.
| Club                                  | Div.          | Temporada     | Liga  | Liga  | Liga   | Copas nacionales | Copas nacionales | Copas nacionales | Copas internacionales | Copas internacionales | Copas internacionales | Total | Total | Total  |
| Club                                  | Div.          | Temporada     | Part. | Goles | Asist. | Part.            | Goles            | Asist.           | Part.                 | Goles                 | Asist.                | Part. | Goles | Asist. |
| ------------------------------------- | ------------- | ------------- | ----- | ----- | ------ | ---------------- | ---------------- | ---------------- | --------------------- | --------------------- | --------------------- | ----- | ----- | ------ |
| Orlando City S. C. "B" Estados Unidos | 3.ª           | 2022          | 11    | 6     | 0      | —                | —                | —                | —                     | —                     | —                     | 11    | 6     | 0      |
| Orlando City S. C. "B" Estados Unidos | 3.ª           | 2023          | 20    | 2     | 3      | —                | —                | —                | —                     | —                     | —                     | 20    | 2     | 3      |
| Orlando City S. C. "B" Estados Unidos | 3.ª           | 2024          | 25    | 3     | 2      | —                | —                | —                | —                     | —                     | —                     | 25    | 3     | 2      |
| Orlando City S. C. "B" Estados Unidos | Total club    | Total club    | 56    | 11    | 5      | 0                | 0                | 0                | 0                     | 0                     | 0                     | 56    | 11    | 5      |
| Orlando City S. C. Estados Unidos     | 1.ª           | 2023          | 1     | 0     | 0      | —                | —                | —                | 0                     | 0                     | 0                     | 1     | 0     | 0      |
| Orlando City S. C. Estados Unidos     | 1.ª           | 2024          | 0     | 0     | 0      | —                | —                | —                | 0                     | 0                     | 0                     | 0     | 0     | 0      |
| Orlando City S. C. Estados Unidos     | Total club    | Total club    | 1     | 0     | 0      | 0                | 0                | 0                | 0                     | 0                     | 0                     | 1     | 0     | 0      |
| Total carrera                         | Total carrera | Total carrera | 57    | 11    | 5      | 0                | 0                | 0                | 0                     | 0                     | 0                     | 57    | 11    | 5      |

## Vida personal
Nacido en Estados Unidos de un padre chileno y una madre italiana, tiene un hermano mayor, Donovan, que también es futbolista, que recientemente jugó en la serie proyección de Universidad Católica de Chile.